# Çiyni (Ucar)
Çiyni è un comune dell'Azerbaigian situato nel distretto di Ucar.